# Circondario di Voghera
Il circondario di Voghera era uno dei circondari in cui era suddivisa la provincia di Pavia.

## Storia
In seguito all'annessione della Lombardia dal Regno Lombardo-Veneto al Regno di Sardegna (1859), fu emanato il decreto Rattazzi, che riorganizzava la struttura amministrativa del Regno, suddiviso in province, a loro volta suddivise in circondari.
Il circondario di Voghera fu creato come suddivisione della provincia di Pavia; il territorio corrispondeva a quello della soppressa provincia di Voghera del Regno di Sardegna, appartenuta alla divisione di Alessandria.
Con l'Unità d'Italia (1861) la suddivisione in province e circondari fu estesa all'intera Penisola, lasciando invariate le suddivisioni stabilite dal decreto Rattazzi.
Nel 1923, nell'ambito di una generale riduzione dei circondari italiani, furono assegnati al circondario di Voghera i comuni di Bagnaria, Cella, Fortunago, Menconico, Pregola, Sagliano di Crenna, Sant'Albano di Bobbio, Santa Margherita di Bobbio, Val di Nizza, Valverde e Varzi, già appartenuti al disciolto circondario di Bobbio.
Con lo smembramento del vecchio circondario di Bobbio, i comuni di Caminata e Trebecco, insieme agli altri comuni vallivi di Ruino, Romagnese e Zavattarello, furono distaccati dalla provincia di Pavia e assegnati dapprima al circondario di Piacenza nell'omonima provincia e poi nel 1925 nel nuovo circondario di Bobbio sempre nella provincia di Piacenza. Questa divisione comportò numerose proteste degli abitanti dei centri dell'alta valle, desiderosi di rimanere sotto la giurisdizione pavese. Le proteste culminarono nella cosiddetta marcia su Bobbio e nell'indizione di alcuni referendum che, tenutisi già il 27 febbraio 1925, videro la vittoria della fazione che chiedeva il ritorno in provincia di Pavia. Nel 1926, in parziale accoglimento dei risultati dei referendum, i comuni di Romagnese, Ruino e Zavattarello vennero annessi alla provincia di Pavia, provvisoriamente assegnati al circondario di Voghera e retti da un Podestà, mentre Caminata e Trebecco rimasero parte della provincia di Piacenza.
Il circondario di Voghera venne soppresso nel 1926 e il territorio assegnato al circondario di Pavia.

## Suddivisione
Nel 1863, la composizione del circondario era la seguente:
- mandamento I di Barbianello
  - Barbianello; Casanova Lonati; Mezzanino; Pinarolo Po; Verrua Siccomario
- mandamento II di Broni
  - Albaredo Arnaboldi; Broni; Campospinoso; Cassino; Montù de' Gabbi; San Cipriano Po
- mandamento III di Casatisma
  - Argine; Bastida Pancarana; Branduzzo; Calcababbio; Casatisma; Castelletto al Po; Mezzana Bottarone; Pancarana; Rea; Robecco Pavese; Verretto
- mandamento IV di Casei Gerola
  - Bastida de' Dossi; Casei Gerola; Cervesina; Corana; Cornale; Silvano Pietra
- mandamento V di Casteggio
  - Casteggio; Codevilla; Corvino; Montebello; Torrazza Coste; Torre del Monte
- mandamento VI di Godiasco
  - Cecima; Godiasco; Montesegale; Pizzocorno; Rocca Susella; San Ponzo Semola; Trebbiano Nizza
- mandamento VII di Montalto Pavese
  - Borgoratto Mormorolo; Calvignano; Lirio; Montalto Pavese; Montù Berchielli; Mornico Losana; Oliva Gessi; Rocca de' Giorgi; Staghiglione
- mandamento VIII di Montù Beccaria
  - Bosnasco; Castana; Montescano; Montù Beccaria; San Damiano al Colle; Zenevredo
- mandamento IX di Santa Giuletta
  - Cigognola; Pietra de' Giorgi; Redavalle; Santa Giuletta; Torricella Verzate
- mandamento X di Soriasco
  - Canevino; Donelasco; Golferenzo; Montecalvo Versiggia; Rovescala; Soriasco; Volpara
- mandamento XI di Stradella
  - Arena Po; Port Albera; Stradella
- mandamento XII di Voghera
  - Pizzale; Retorbido; Rivanazzano; Voghera